# ملعب ميستايا

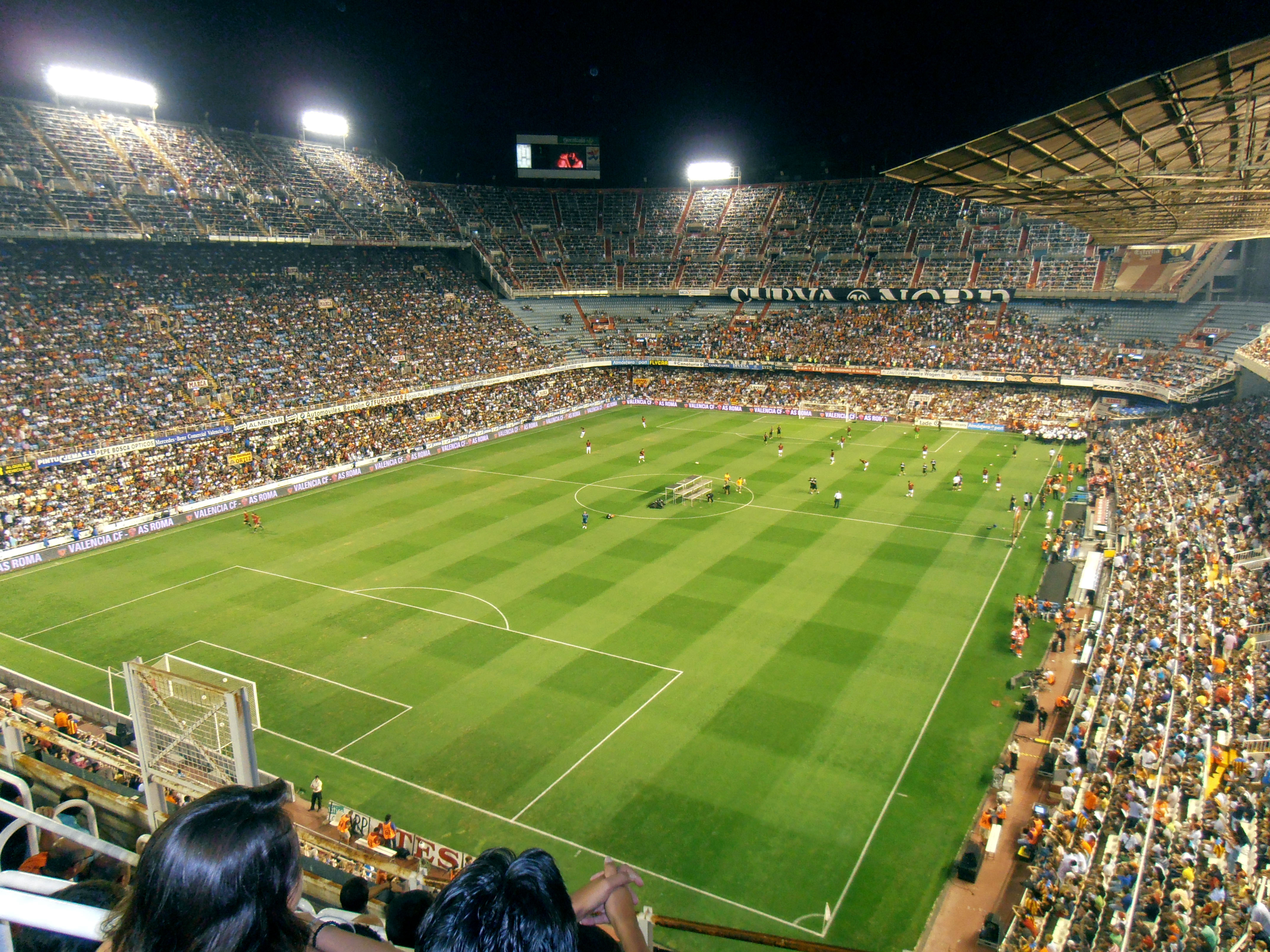
ملعب ميستايا

ملعب ميستايا (بالإسبانية: Estadio de Mestalla) ويعرف سابقاً (في الفترة ما بين 1969–1994) باسم ملعب لويس كاسانوفا (بالإسبانية: Estadio Luis Casanova) هو ملعب كرة قدم يقع في مدينة بلنسية في إسبانيا، وهو ملعب الرئيسي لنادي الدرجة الأولى الأسباني نادي فالنسيا الإسباني، ويتسع الملعب الذي بُنِيَ وافتتح في عام 1923 لحضور 49,500 ألف متفرج. ويعد الميستايا تاسع أكبر ملعب في إسبانيا وأكبر ملعب بمنطقة بلنسية. وكان ملعب الميستايا احتضن ولأول مرة مباريات منتخب إسبانيا لكرة القدم في عام 1925. واحتضن الملعب كذلك العديد من البطولات القارية والدولية، ففي كأس العالم لكرة القدم 1982 احتضن الملعب مباريات المنتخب الإسباني. بينما في الألعاب الأولمبية الصيفية 1992، احتضن الملعب جميع مباريات المنتخب الإسباني طوال البطولة ولغاية المباراة النهائية، التي شهدت فوز منتخب الأرض والجمهور باللقب.
بعد مرور أربع سنوات من تأسيس النادي، افتتح الملعب في 20 مايو 1923،حيث شهدت مباراة الافتتاح فوز فالنسيا على نادي ليفانتي بنتيجة 1-0، سجلهاللاعب مونتي. ويشتهر الملعب بأجوائه التي تثير الرهبة في الخصوم. من المتوقع أن ينتقل الفريق إلى نيو ميستايا الملعب الجديد للفالنسيا الأسباني الذي يتسع للأكثر من 75,000 متفرج، لكن بسبب أزمة فالنسيا المادية لا يُعرف متى سوف يكتمل بناء الملعب الجديد.
ويشتهر الملعب بأجوائه التي تثير الرهبة في الخصوم. من المتوقع أن ينتقل الفريق إلى نيو ميستايا الملعب الجديد للفالنسيا الأسباني الذي يتسع للأكثر من 75,000 متفرج، لكن بسبب أزمة فالنسيا المادية لا يُعرف متى سوف يكتمل بناء الملعب الجديد.
بعد مرور أربع سنوات من تأسيس النادي وفي تاريخ 20- 5 -1923 تم تدشين ملعب فالنسيا العظيم المسمى الميستايا (Mestalla) وتم الافتتاح في ذلك اليوم الرائع ولعبت أول مباراة يوم الافتتاح وفاز فالنسيا 1 -0 على ليفانتي سجله اللاعب مونتي (وقد دخل هذا اللاعب التاريخ لأنه أول لاعب يسجل هدفا في ملعب مستايا) وقد افتتح الملعب ودشنه صاحب الفكرة غونزالوميدينابيرنا. بعد بناء الملعب الخاص وبعد انطلاق الدوري في إسبانيا كان همّ الفلنساويين فقط هو التأهل إلى الدرجة الممتازة لأنهم للأسف بدأوا في الدرجة الثانية في الأعوام 28-29و 29-30و 30-31 وبعدها وفي عام 31-32 صعدوا إلى الدرجة الأولى، إلى دوري الأضواء، بعد أن تصدروا المجموعة ولعبوا أول مباراة في الدرجة الأولى أمام إسبانيول في تاريخ 22-11-1931 في برشلونة وانتهت المباراة بهزيمة فالنسيا 3-0.